# Wojna lapońska

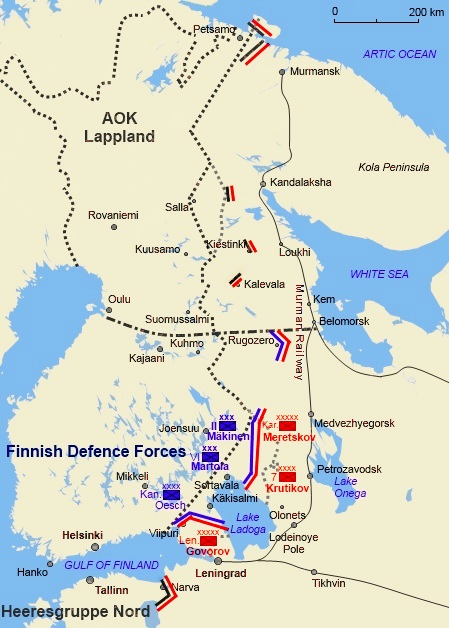
Linia frontu 4 września 1944 roku podczas ostatnich dni wojny kontynuacyjnej

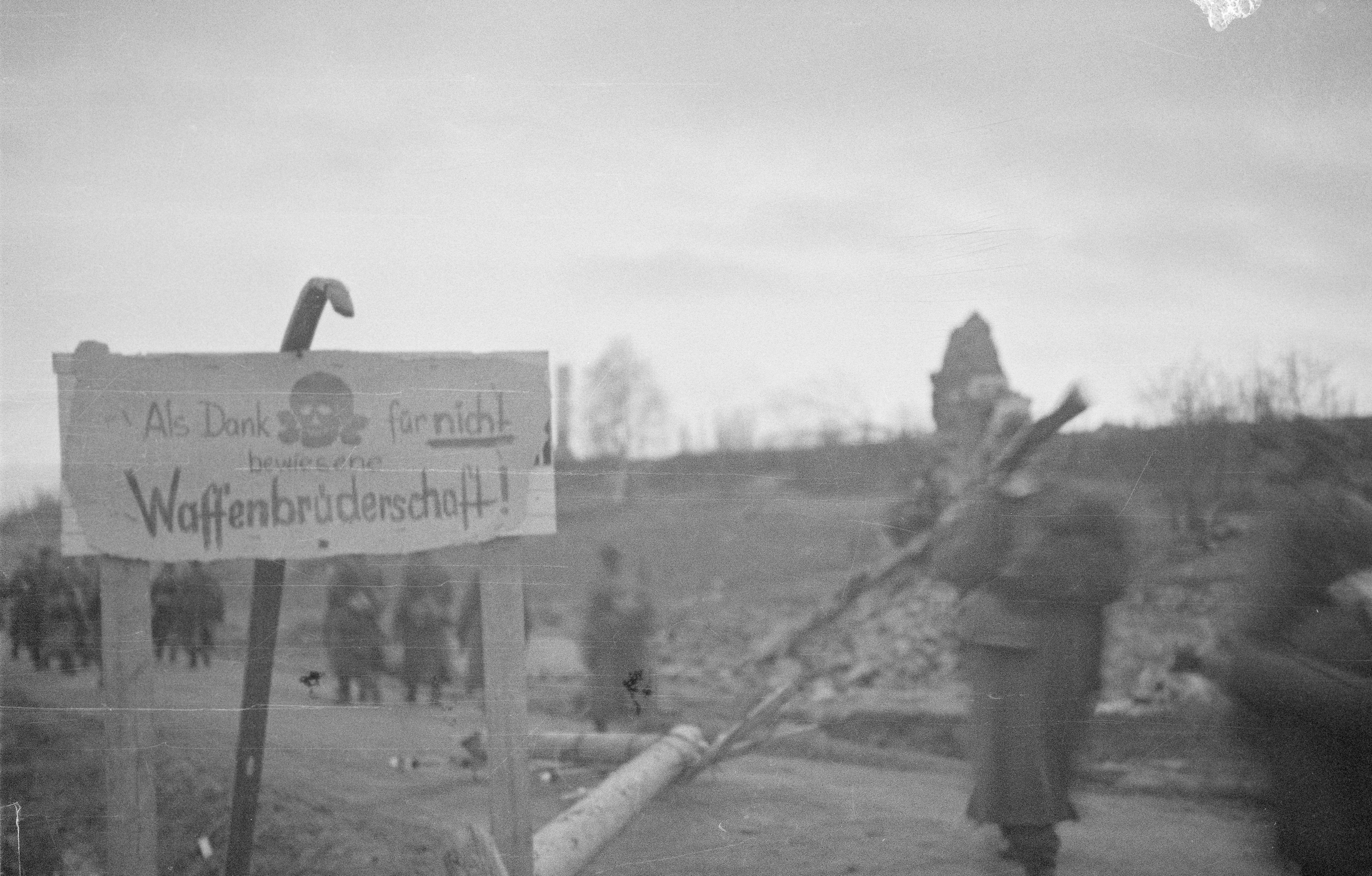
Zostawiony przez Niemców napis w Muonio: „Z podziękowaniem za niedotrzymane braterstwo broni”

Wojna lapońska – działania zbrojne pomiędzy Finlandią a Niemcami toczone od września 1944 do kwietnia 1945 roku na terenie Laponii.

## Preludium
Od 25 czerwca 1941, po sowieckich bombardowaniach miast fińskich i wypowiedzeniu w ich konsekwencji wojny ZSRR przez Finlandię toczyła się tzw. wojna kontynuacyjna. Niemieckie dowództwo liczyło się z możliwością zawarcia separatystycznego pokoju pomiędzy Finlandią a ZSRR i latem 1943 roku opracowało plany wycofania wojsk niemieckich na północ, dla ochrony kopalni niklu w rejonie Petsamo. Równocześnie usprawniono komunikację drogową pomiędzy północną Norwegią a Laponią.

## Rozejm moskiewski
4/5 września 1944 roku uzgodnione zostało zawieszenie broni pomiędzy wojskami fińskimi a Armią Czerwoną (formalny rozejm podpisano 19 września 1944 roku w Moskwie). W jednym z punktów rozejmu Finlandia była zmuszona do usunięcia wojsk niemieckich ze swojego terytorium. Musiała także zapłacić reparacje wojenne.

## Przebieg walk
We wrześniu znajdujące się w Finlandii oddziały Wehrmachtu (20 Armia Górska), nie niepokojone przez wojska fińskie, wycofywały się na północ (operacja Birke). 15 września 1944 okręty Kriegsmarine rozpoczęły minowanie podejść do portów fińskich na Bałtyku, a także podjęły nieudaną próbę zdobycia wyspy Suursaari w Zatoce Fińskiej (operacja Tanne Ost). W dniach 20 – 21 września 1944 wojska fińskie (3 i 11 Dywizje Piechoty, Dywizja Pancerna i 15 Brygada Piechoty) przybyły w rejon miasta Oulu, na wschodzie, w okolicach Kajaani znajdowały się 6 Dywizja Piechoty i brygada strzelców. Dowództwo nad utworzonym z tych jednostek 3 Korpusem powierzono generałowi Sillasvuo. Sillasvuo przybył do Oulu 26 września, wstrzymał nieformalne kontakty ze sztabem niemieckim i rozpoczął przygotowania do ofensywy. Następnego dnia fińska Dywizja Pancerna weszła w kontakt bojowy z jednostkami niemieckimi.
1 i 2 października jednostki 3 i 11 Dywizji Piechoty wykonały desant na port w Tornio. 15 Brygada Piechoty posuwała się lądem w kierunku Tornio, zdobywając 8 października miasto Kemi. Tego samego dnia Niemcy wykonali nieudany kontratak na Tornio. Samoloty 5 Floty Lotniczej zbombardowały port w Tornio, zatapiając dwa fińskie transportowce. Wojska niemieckie wycofały się na północ tracąc kilkuset zabitych i wziętych do niewoli. Dowodzący 20 Armią Górską generał Lothar Rendulic po bitwie o Tornio wydał rozkaz stosowania taktyki spalonej ziemi.
W centrum frontu Dywizja Pancerna i 6 Dywizja Piechoty zdobyły po ciężkich walkach Rovaniemi. Na wschodzie brygada strzelców posuwała się na północ, obsadzając granicę z ZSRR (jednostki Frontu Karelskiego przekroczyły przedwojenną granicę w rejonie Kuusamo i Suomussalmi, ale nie wkroczyły głębiej na terytorium Finlandii).
W obliczu załamania frontu dowództwo niemieckiej 20 Armii Górskiej podjęło decyzję o wycofaniu wojsk na pozycje obronne w rejonie Lyngenfjordu w Norwegii (operacja Nordlicht). Ofensywa radziecka na Petsamo związała niemiecki 19 Korpus Górski i zmusiła Niemców do przerzucenia w rejon Petsamo dodatkowych sił.
16 października przewodniczący komisji nadzorującej realizację rozejmu, Andriej Żdanow wysłał ostry list do marszałka Mannerheima, domagając się bardziej intensywnych działań przeciwko Niemcom.
Na mocy postanowień rozejmu, armia fińska miała się zdemobilizować do stanu przedwojennego najpóźniej do 5 grudnia. Większość Laponii została wyzwolona do końca listopada. Zimą działania wojenne prowadzone były w ograniczonym zakresie. Pod koniec kwietnia 1945 Niemcy zostali całkowicie wyparci z terenu Finlandii.

## Konsekwencje
W konsekwencji taktyki spalonej ziemi Rovaniemi i inne miejscowości zostały w całości zniszczone. Zaminowano również większość dróg (ocenia się, że 1/3 strat fińskich w wojnie spowodowały miny), wysadzono mosty, zerwano linie telefoniczne. Wartość strat materialnych oceniono na 300 milionów dolarów amerykańskich (według wyliczeń z 1945). Ponad 100 tysięcy Lapończyków znalazło się bez dachu nad głową. Niemieckiemu głównodowodzącemu, generałowi Rendulicowi postawiono w związku z tym zarzuty w procesie norymberskim.